# Guilty Pleasures (Lazlo Bane)
Guilty Pleasures è un album di cover del gruppo musicale statunitense Lazlo Bane, pubblicato nel 2007.

## Tracce
1. Get Right Back – 4:05 (Maxine Nightingale)
2. Stuck in the Middle with You – 3:29 (Joe Egan, Gerry Rafferty)
3. Lonely Boy – 4:05 (Andrew Gold)
4. I'm not in Love – 5:21 (Eric Stewart, Graham Gouldman)
5. Lime in the Coconut – 4:10 (Harry Nilsson)
6. Alone Again – 4:06 (Gilbert O'Sullivan)
7. Baby Come Back – 4:26 (J.C. Crowley, Peter Beckett)
8. Take the Long Way Home – 4:56 (Rick Davies, Roger Hodgson)
9. Nothing from Nothing – 2:46 (Billy Preston, Bruce Fisher)
10. I Can't Tell You Why – 4:13 (Timothy B. Schmit, Glenn Frey, Don Henley)
11. The Things We Do for Love – 3:50 (Eric Stewart, Graham Gouldman)
12. Come, Get It – 2:18 (Paul McCartney)
13. In the Summertime – 3:32 (Ray Dorset)
14. I Love You – 4:08 (Derek Holt)
15. Love Will Keep Us Together – 3:27 (Neil Sedaka, Howard Greenfield)
16. All by Myself – 5:34 (Eric Carmen)
17. Cruel to Be Kind – 3:23 (Nick Lowe, Ian Gomm)
18. Mama Told Me not to Come – 2:53 (Randy Newman)
19. Could It Be Magic – 5:40 (Barry Manilow, Adrienne Anderson)
20. Highway to Hell – 3:33 (Angus Young, Malcolm Young, Bon Scott)